# Ameisensäureessigsäureanhydrid
Ameisensäureessigsäureanhydrid ist eine organische Verbindung aus der Gruppe der Carbonsäureanhydride. Da es das formale Kondensationsprodukt aus zwei verschiedenen Säuren ist, Ameisensäure und Essigsäure, handelt es sich um ein gemischtes Anhydrid.

## Herstellung
Ameisensäureessigsäureanhydrid wurde zum ersten Mal durch Reaktion von Ameisensäure mit Acetanhydrid hergestellt. Eine Alternative ist die Addition von Ameisensäure an überschüssiges Ethenon. Verschiedene Methoden zur Herstellung aus Natriumformiat und Acetylchlorid sind bekannt. Eine weitere Methode verläuft über die Ozonolyse von Vinylacetat. Oft wird es als Gleichgewichts-Mischung aus Acetanhydrid und überschüssiger Ameisensäure verwendet. Eine beispielhafte Reaktion ausgehend Acetylchlorid ist die Umsetzung mit Natriumformiat in Diethylether bei 23–27 °C.

## Eigenschaften
Ameisensäureessigsäureanhydrid ist eine farblose, flüchtige Flüssigkeit mit einem Siedepunkt von 29 °C und wirkt stark tränenreizend. Es zersetzt sich unter Decarbonylierung, also Freisetzung von Kohlenstoffmonoxid, zu Essigsäure. Die Zersetzung ist bei Raumtemperatur langsam, über 60 °C schnell. Die Zersetzung wird beschleunigt durch tertiäre Amine wie N,N-Dimethylanilin, Nicotin oder Strychnin sowie durch Natriumacetat und Pyridin oder Mineralsäuren wie Salz-, Schwefel- oder Salpetersäure. Sie ist außerdem stark vom Lösungsmittel abhängig: In Diethylether oder Kohlenstoffdisulfid ist sie kaum messbar, in Alkoholen wie Ethanol, 1-Pentanol und Isobutanol ist sie langsam. In Benzol und Aceton ist sie mäßig schnell und in Benzaldehyd, Nitrobenzol, Toluol und Tetrachlormethan sehr schnell.

## Reaktionen
Die Reaktion mit Flusssäure ergibt unter geeigneten Bedingungen hauptsächlich Formylfluorid. Viele Nucleophile können durch Reaktion mit Ameisensäureessigsäureanhydrid formyliert werden. Die Formylierung von Phenolen funktioniert gut in Benzol oder Tetrachlormethan. Auch Alkohole können formyliert werden, wobei oft auch geringe Mengen an Acetaten entstehen. Dies kann durch Auswahl eines geeigneten Katalysators minimiert werden, beispielsweise Pyridin, Imidazol oder Natriumformiat. Die Formylierung von aromatischen und aliphatischen Aminen führt in vielen Fällen in guten Ausbeuten zu entsprechenden Formamiden. Dies eignet sich gut für die N-Formylierung von Aminosäuren. Aminogruppen sind gegenüber der Verbindung deutlich reaktiver als Hydroxygruppen, was die selektive N-Formylierung von Aminoalkoholen ermöglicht. Die Verbindung ermöglicht die Formylierung von Indolen in Position 3. Mit Grignard-Verbindungen entstehen nur Carbonylverbindungen und keine Alkohole. Da diese jedoch an beiden Carbonylgruppen des Ameisensäureessigsäureanhydrids angreifen können, entstehen je nach Reaktionsbedingungen nicht nur Aldehyde. Mit einigen Metallkomplexen können Formylkomplexe gebildet werden, beispielsweise ausgehend von Natriumtetracarbonylferrat.